# Jennifer Pankratz

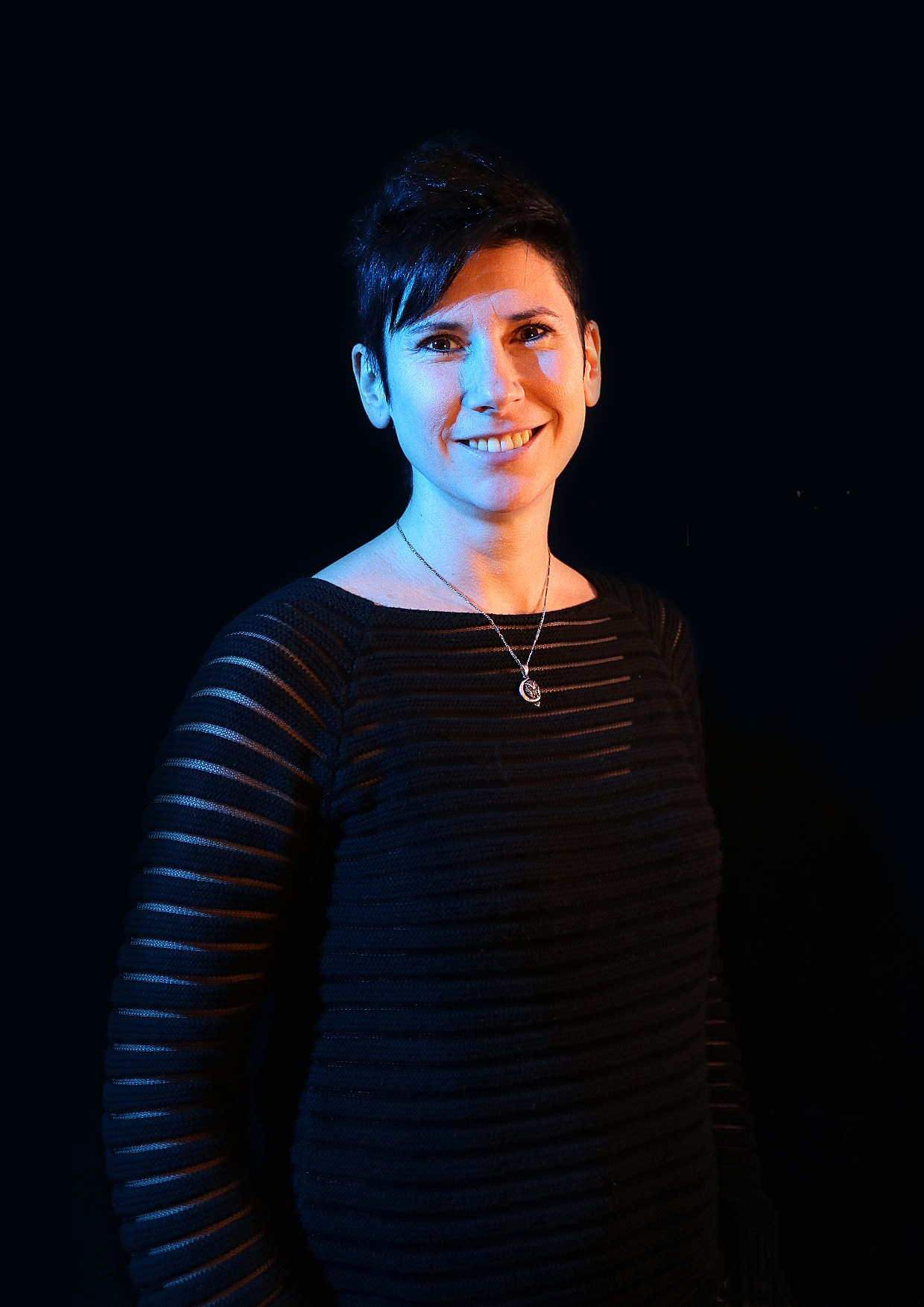
Jennifer Pankratz (2020)

Jennifer „Jenny“ Pankratz (* 28. Februar 1983 als Jennifer Gartmann in Remscheid) ist eine deutsche Game-Designerin und Computerspiel-Autorin. Sie ist bekannt für ihre Arbeiten mit dem Essener Entwicklerstudio Piranha Bytes, für das sie von 2008 bis 2023 tätig war und bei dem sie an den Computerspielen der Risen- und ELEX-Reihe mitwirkte.

## Werdegang
Jennifer Pankratz studierte zunächst Soziale Arbeit, Beratung und Management an der Universität Duisburg-Essen. Im Anschluss arbeitete sie für einige Jahre als Diplom-Sozialarbeiterin im Gefängnis und für das Jugendamt. 2008 wechselte sie in die Computerspielbranche und trat daraufhin dem Team von Piranha Bytes bei.
Für Risen war Jennifer Pankratz zunächst in der Qualitätssicherung tätig, ab Risen 2 dann auch als Game Designerin und Autorin. Die Spiele von Piranha Bytes mit ihrer Beteiligung erhielten mehrfache Auszeichnungen von Computerspielzeitschriften und Branchenveranstaltungen. Risen erhielt 2009 beim Deutschen Entwicklerpreis die Auszeichnung als „Bestes Rollenspiel“. Bei den RPC Fantasy Awards 2012 wurde Risen 2 mit dem Sonderpreis Jury-Award ausgezeichnet und gewann 2012 ebenfalls den Deutschen Entwicklerpreis in der Kategorie „Bestes Rollenspiel“. Risen 3 wurde 2014 auf der Gamescom als „Best Roleplaying Game“ ausgezeichnet. ELEX konnte 2018 als erstes deutsches Spiel den Publikumspreis des Deutschen Computerspielpreises gewinnen.
Das Branchenportal GamesWirtschaft stellte Pankratz 2017 als eine der 50 Top Entwicklerinnen der Computerspielbranche und weiterhin eine von zehn bemerkenswerten deutschen Spieleentwicklerinnen vor. Als eine der wenigen sichtbaren Frauen in der Spieleentwicklung wurde sie auch in internationalen Artikeln erwähnt, zum Beispiel im Womanize International, das regelmäßig inspirierende Frauen der Gaming- und Techbranche vorstellt. Beim Games Gipfel 2019 war sie als eine der Vertreterinnen der Gamesbranche NRW von Armin Laschet geladen. Für den Deutschen Computerspielpreis 2020 war sie Teil der Fachjury.
2022 initiierte sie eine Aktion verschiedener Unternehmen zur Unterstützung der Einrichtung der Essener Elterninitiative zur Unterstützung krebskranker Kinder e. V. Pankratz betrieb ebenfalls aktiv Öffentlichkeitsarbeit für Piranha Bytes. Als eine der Moderatorinnen betreute sie regelmäßig den YouTube-Kanal der Firma. Im Januar 2024 gab Piranha Bytes bekannt, dass sowohl sie als auch ihr Mann seit November 2023 nicht mehr für das Studio arbeiten. Im Jahr 2024 gründeten die beiden das Entwicklerstudio Pithead Studio.

## Privatleben
Am 21. Mai 2010 heiratete sie Björn Pankratz, der als Projektleiter und Game Designer ebenfalls bei Piranha Bytes arbeitete und mit ihr regelmäßig den YouTube-Kanal des Studios moderierte. Gemeinsam haben sie zwei Kinder.